# Александар Самедов
Александар Сергејевич Самедов (рус. Александр Сергеевич Самедов; азер. Aleksandr Səmədov; Москва, 19. јул 1984) бивши је руски фудбалер који је играо на позицијама офанзивног везног играча. Професионалним фудбалом бавио се од 2001. године и целу своју каријеру играо је за највеће московске клубове, Спартак, Локомотиву, Москву и Динамо, првак је Русије у сезони 2016/17, четвороструки победник националног купа (2002/03, 2006/07, 2014/15. и 2016/17) и Суперкупа 2017. године. 
Био је стандардни репрезентативац Русије од 2011. до 2018. са којом је наступао на два светска првенства (СП 2014. и СП 2018), Европском првенству 2016. и Купу конфедерација 2017. године.
Заслужни је „мајстор спорта” Руске Федерације од 26. новембра 2009. године. По оцу је азерског порекла.

## Клупска каријера
Самедов је фудбалску каријеру започео у Спартаковој фудбалској школи, где је својевремено сматрам једним од најталентованијих младих играча. За млађе екипе Спартака играо је пуних пет сезона, први сусрет за сениорски тим одиграо је током 2002. године, а током прве четири сезоне у Спартаку одиграо је укупно 58 утакмица и постигао 8 погодака. 
У лето 2005. Самедов прелази у редове градског ривала Локомотиве са којим потписује четворогодишњи уговор вредан 3,4 милиона евра. Међутим, у наредне три и по године није успео да се избори за место стандардног првотимца „Локоса”, те почетком јула 2008. за 3,5 милиона евра прелази у редове ФК Москве. У новој екипи Самедов постаје један од водећих играча, а играчки је доста напредовао у сезони 2009. када је екипу са клупе предводио црногорски стручњак Миодраг Божовић. За екипу Москве је током једне и по сезоне у свим такмичењима одиграо укупно 53 утакмице и постигао 9 голова. 
Одличне партије у тиму Москве довели су до тога да Самедов 2010. постаје играчем још једног московског великана, Динама. Током наредне две сезоне у Динаму Самедов је пружао одличне партије и у том периоду одиграо је укупно 78 утакмица и постигао 10 погодака. По окончању уговора са Динамом, у јуну 2012. по други пут се враћа у екипу Локомотиве са којом потписује вишегодишњи уговор вредан 8,2 милиона евра. У Локомотиви је Самедов стекао статус кључног играча и у наредне 4 сезоне одиграо је готово све утакмице свог клуба освојивши и две титуле националног купа. Због сукоба са главним тренером Јуријем Сјомин током јесењег дела сезоне 2016/17. избачен је из првог тима Локоса, да би током зимског прелазног рока у јануару 2017. поново променио клуб и након пуних 12 година вратио се у матични Спартак. Исту сезону је окончао са титулом националног првака.

## Репрезентативна каријера
Иако рођени Московљанин, Александар, чији отац је азерског порекла, је имао неколико позива током 2003. од челника Фудбалског савеза Азербејџана да заигра за репрезентацију највеће државе на Кавказу. Међутим, он је одбио све позиве и изјавио да једино жели да наступа за земљу у којој је рођен и живи. 
У периоду 2004−2005. играо је за младу репрезентацију Русије, а за сениорски тим Русије дебитује 7. октобра 2011. против Словачке у квалификацијама за Европско првенство 2012. Четири дана касније био је стартер на утакмици против Андоре. Међутим Самедов није био у саставу репрезентације за ЕП 2012. пошто се, по речима тадашњег селектора Дика Адвоката, није уклапао у концепцију игре. 
У наредним квалификацијама за СП 2014. одиграо је 6 утакмице, а у утакмици против Луксембурга играној 6. септембра 2013. постигао је и свој први гол у репрезентативном дресу. На светском првенству у Бразилу Самедов је одиграо све три утакмице за репрезентацију у групној фази. Потом је играо и у квалификацијама за Европско првенство 2016, а касније и на самом завршном турниру. 
Био је део руског националног тима и на Купу конфедерација 2017. где је одиграо три утакмице, а у последњој утакмици против Мексика постигао и једини погодак руског тима у поразу од 1:2. 
Свој други наступ на светским првенствима забележио је на СП 2018. у родној Русији, где је утакмицу отварања првенства против Саудијске Арабије на Лужњикију започео као стартер, али га је у 64. минуту заменио Далер Кузјајев. 

### Списак репрезентативних наступа
Ажурирано 14. јуна 2018.
| Списак такмичарских утакмица у дресу репрезентације Русије | Списак такмичарских утакмица у дресу репрезентације Русије | Списак такмичарских утакмица у дресу репрезентације Русије | Списак такмичарских утакмица у дресу репрезентације Русије | Списак такмичарских утакмица у дресу репрезентације Русије | Списак такмичарских утакмица у дресу репрезентације Русије | Списак такмичарских утакмица у дресу репрезентације Русије |
| №                                                          | Датум                                                      | Противник                                                  | Резултат                                                   | Голови                                                     | Тип утакмице                                               |                                                            |
| ---------------------------------------------------------- | ---------------------------------------------------------- | ---------------------------------------------------------- | ---------------------------------------------------------- | ---------------------------------------------------------- | ---------------------------------------------------------- | ---------------------------------------------------------- |
| 1                                                          | 7. октобар 2011.                                           | Словачка                                                   | 1:0                                                        | —                                                          | Квалификације за ЕП 2012.                                  |                                                            |
| 2                                                          | 11. октобар 2011.                                          | Андора                                                     | 6:0                                                        | —                                                          | Квалификације за ЕП 2012.                                  |                                                            |
| 4                                                          | 11. септембар 2012.                                        | Израел                                                     | 4:0                                                        | —                                                          | Квалификације са СП 2014.                                  |                                                            |
| 5                                                          | 12. октобар 2012.                                          | Португалија                                                | 1:0                                                        | —                                                          | Квалификације за СП 2014.                                  |                                                            |
| 6                                                          | 16. октобар 2012.                                          | Азербејџан                                                 | 1:0                                                        | —                                                          | Квалификације за СП 2014.                                  |                                                            |
| 7                                                          | 14. август 2013.                                           | Северна Ирска                                              | 0:1                                                        | —                                                          | Квалификације за СП 2014.                                  |                                                            |
| 8                                                          | 6. септембар 2013.                                         | Луксембург                                                 | 4:1                                                        | 1                                                          | Квалификације за СП 2014.                                  |                                                            |
| 9                                                          | 10. септембар 2013.                                        | Израел                                                     | 3:1                                                        | —                                                          | Квалификације за СП 2014.                                  |                                                            |
| 10                                                         | 11. октобар 2013.                                          | Луксембург                                                 | 4:0                                                        | 1                                                          | Квалификације за СП 2014.                                  |                                                            |
| 11                                                         | 15. октобар 2013.                                          | Азербејџан                                                 | 1:1                                                        | —                                                          | Квалификације за СП 2014.                                  |                                                            |
| 18                                                         | 17. јун 2014.                                              | Јужна Кореја                                               | 1:1                                                        | —                                                          | Светско првенство 2014.                                    |                                                            |
| 19                                                         | 22. јун 2014.                                              | Белгија                                                    | 0:1                                                        | —                                                          | Светско првенство 2014.                                    |                                                            |
| 20                                                         | 27. јун 2014.                                              | Алжир                                                      | 1:1                                                        | —                                                          | Светско првенство 2014.                                    |                                                            |
| 22                                                         | 8. септембар 2014.                                         | Лихтенштајн                                                | 4:0                                                        | —                                                          | Квалификације за ЕП 2016.                                  |                                                            |
| 23                                                         | 9. октобар 2014.                                           | Шведска                                                    | 1:1                                                        | —                                                          | Квалификације за ЕП 2016.                                  |                                                            |
| 30                                                         | 20. јун 2016.                                              | Велс                                                       | 0:3                                                        | —                                                          | Европско првенство 2016.                                   |                                                            |
| 40                                                         | 17. јун 2017.                                              | Нови Зеланд                                                | 2:0                                                        | —                                                          | Куп конфедерација у фудбалу 2017.                          |                                                            |
| 41                                                         | 21. јун 2017.                                              | Португалија                                                | 0:1                                                        | —                                                          | Куп конфедерација 2017.                                    |                                                            |
| 42                                                         | 24. јун 2017.                                              | Мексико                                                    | 1:2                                                        | 1                                                          | Куп конфедерација 2017.                                    |                                                            |
| 49.                                                        | 14. јун 2018.                                              | Саудијска Арабија                                          | 5:0                                                        | —                                                          | Светско првенство 2018.                                    |                                                            |